# Ribeira dos Lagos
A Ribeira dos Lagos é um curso de água português localizado no concelho da Povoação, ilha de São Miguel, arquipélago dos Açores.
Este curso de água que se encontra a Latitude de 37°07′00″N e na Longitude de 8°49′00″W tem um grande número de afluentes, na sua maioria com início a uma cota de altitude que ronda os 900 metros.
A sua bacia hidrográfica drena assim parte dos contrafortes do Planalto dos Graminhais, além de parte das encostas do Pico Sebastião Alves, do Pico do Buraco, e do Pico do Salto do Cavalo.
O curso de água desta ribeira que desagua no Oceano Atlântico fá-lo depois de atravessar por entre as localidades da Lomba do Botão e da Lomba do Pomar, e a cidade da Povoação.